# 위둔덕
신경해부학에서 위둔덕(superior colliculus. 라틴어 '위 언덕'에서 유래) 또는 상구는 포유류 중간뇌의 지붕에 있는 구조이다. 비포유동물 척추동물의 경우 상동 구조는 시각 덮개(optic tectum) 또는 시각엽(optic lobe)으로 알려져 있다. 형용사 형태 tectal은 일반적으로 두 구조 모두에 사용된다.

## 같이 보기
- 아래둔덕 (inferior colliculus, 하구)
- 덮개앞구역 (pretectal area, pretectum)
- 뒤판 (tegmentum)
- 중간뇌#덮개 (tectum)
- 시상밑부 (subthalamus, 시상저부)
- 시상상부 (epithalamus)
- 양산 세포 (parasol cell, M 세포)
- 위올리브복합체 (superior olivary complex, 상올리브복합체, superior olivary nucleus, 위올리브핵, 상올리브핵)
- 아래올리브핵 (inferior olivary nucleus, 하올리브핵)
- 사구체 (신경해부학) (corpora quadrigemina)
- 안쪽무릎핵 (medial geniculate nucleus)
- 주시 반사